# N672 (België)
De N672 is een gewestweg in de Belgische provincie Luik. De weg verbindt de N61/N657 in Verviers via Jalhay met de N68 bij Belle Croix, niet ver van Baraque Michel. De route heeft een lengte van ongeveer 15 kilometer.

## Plaatsen langs de N672
- Mangombroux (Verviers)
- Foyeuru
- Jalhay
- Belle Croix